# Parafia Matki Bożej Różańcowej w Radomierzu
Parafia Matki Bożej Różańcowej w Radomierzu – parafia rzymskokatolicka w dekanacie Jelenia Góra Wschód w diecezji legnickiej.  Jej proboszczem jest ks. mgr Dominik Słowiński. Obsługiwana przez księży archidiecezjalnych. Erygowana w 1318 przez Klemensa V.